# Rismyrtjärnen (Sorsele socken, Lappland)
Rismyrtjärnen är en sjö i Sorsele kommun i Lappland och ingår i Umeälvens huvudavrinningsområde. Rismyrtjärnen ligger i Vindelfjällen Natura 2000-område.